# Toxicocalamus spilorhynchus
Toxicocalamus spilorhynchus — вид отруйних змій родини аспідових (Elapidae). Ендемік Папуа Нової Гвінеї. Описаний у 2022 році.

## Поширення й екологія
Toxicocalamus spilorhynchus мешкають в горах Оуен-Стенлі в околицях Гарайни, на території провінції Моробе. Вони живуть в тропічних лісах і садах. Живляться черв'яками.